# Hermania Neergaard
Hermania Neergaard, född 1799, död 1875, var en dansk konstnär. 
Hon är känd för sina stilleben och blomstermotiv. 
Hon är representerad på Nationalmuseum i Stockholm. 

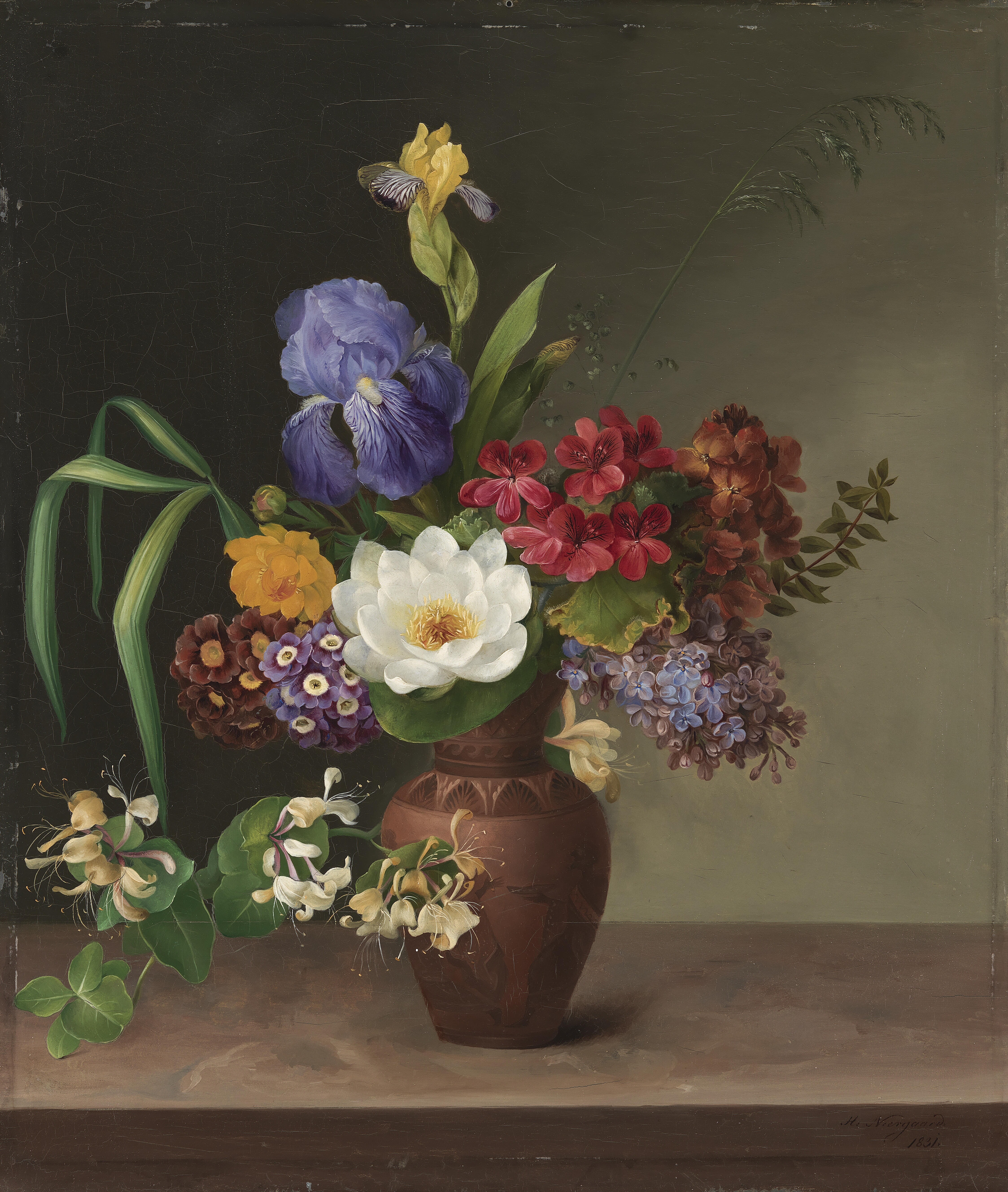
Vase i græsk stil med iris, syren og kaprifolium - KMS1256.